# 胡可一
胡可一（1962年—），汉族，中华人民共和国工程师，政治人物，第十一届、第十二届、第十三届全国政协委员。
加入中国民主建国会，担任民建中央委员、江南造船有限公司总工程师。2008年，当选第十一届全国政协委员，代表中国民主建国会，分入第七组。2018年1月，当选第十三届全国政协委员。